# Ситниково (Грязовецький район)
Си́тниково (рос. Ситниково) — присілок у складі Грязовецького району Вологодської області, Росія. Входить до складу Ростиловського сільського поселення.

## Населення
Населення — 2 особи (2010; 5 у 2002).
Національний склад (станом на 2002 рік):
- росіяни — 100 %